# David Naughton

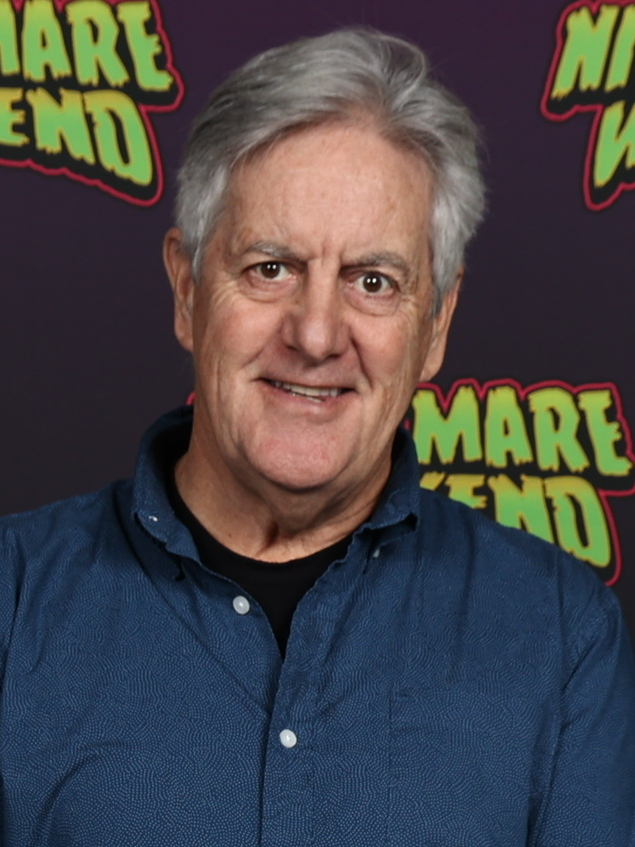
David Naughton (2023)

David Naughton (* 13. Februar 1951 in Hartford, Connecticut) ist ein US-amerikanischer Schauspieler und Sänger.

## Leben und Karriere
Es ist unklar, wann genau Naughton seinen ersten professionellen Auftritt als Schauspieler hatte. Sicher ist, dass er 1976 in The Other Side of Victory aufgetreten ist, nachdem er zuvor als Sänger und Tänzer in verschiedenen Fernsehwerbespots in Erscheinung getreten war. 1979 brachte er das Lied Makin’ It heraus, mit dem er Platz 5 der Billboard Hot 100 erreichte.
1981 erhielt Naughton die Titelrolle des College-Studenten David Kessler in American Werewolf. Dieser vor allem durch seine Spezialeffekte und sein mehrfach ausgezeichnetes Make-up hervorstechende Film war zwar ein weltweiter Erfolg und gilt heute in Fachkreisen als Meilenstein des modernen Horrorfilms, doch blieb Naughton der internationale Durchbruch verwehrt. Er trat als Haupt- und Nebendarsteller in weiteren Horrorfilmen auf (2006 auch noch einmal in einem Werwolffilm: Big Bad Wolf) und erschien ansonsten in Filmen und Fernsehserien (wie MacGyver) verschiedenster Genres.
Am 14. und 15. April 2012 war er mit dem Regisseur John Landis und dem Spezialeffektkünstler Mike Hill Mitglied des Monsterpalooza-Panels zu American Werewolf.
Naughtons Bruder James ist Theater- und Filmschauspieler.

## Filmografie (Auswahl)
- 1974: Planet der Affen (Planet of the Apes, Fernsehserie, Folge 1x07)
- 1979: Makin’ It (Fernsehserie, neun Folgen)
- 1980: Midnight Madness
- 1981: American Werewolf (An American Werewolf in London)
- 1983: Love Boat (The Love Boat, Fernsehserie, Folge 6x29)
- 1983: At Ease (Fernsehserie, 14 Folgen)
- 1983: Hot Dog – Der Typ mit dem heißen Ski (Hot Dog … The Movie)
- 1984: Fit fürs Leben (Getting Physical, Fernsehfilm)
- 1984: Geheimsache Schweinebacke (Not for Publication)
- 1986: Finish – Endspurt bis zum Sieg (The Boy in Blue)
- 1986: Saison für Seitensprünge (Separate Vacations)
- 1986–1988: My Sister Sam (Fernsehserie, 44 Folgen)
- 1987: Entführt! (Kidnapped)
- 1988: Träume der Liebe (Private Affairs)
- 1988: Die Frau, die vom Himmel fiel (Goddess of Love, Fernsehfilm)
- 1988: Mord ist ihr Hobby (Murder, She Wrote, Fernsehserie, Folge 5x06)
- 1990: Sleeping Car
- 1990: Final Exterminator (Steel and Lacy)
- 1991: MacGyver (Fernsehserie, Folge 7x01)
- 1991: Seinfeld (Fernsehserie, Folge 3x12)
- 1993: Wild Cactus
- 1993: Amityville – A New Generation
- 1993: Body Bags (Fernsehfilm)
- 1994: Diagnose: Mord (Diagnosis: Murder, Fernsehserie, Folge 2x05)
- 1994: Der kleine Gigant (Beanstalk)
- 1995: Ice Cream Man
- 1995: Urban Safari
- 1996: Ein Hauch von Himmel (Touched by an Angel, Fernsehserie, Folge 2x23)
- 1997: Cybill (Fernsehserie, zwei Folgen)
- 1998: Eine betrügerische Hochzeit (Chance of a Lifetime, Fernsehfilm)
- 1999: V.I.P. – Die Bodyguards (V.I.P., Fernsehserie, Folge 1x18)
- 2000/2001: JAG – Im Auftrag der Ehre (JAG, Fernsehserie, zwei Folgen)
- 2001: Emergency Room – Die Notaufnahme (ER, Fernsehserie, Folge 7x13)
- 2001: Flying Virus – Ein Stich und Du bist tot (Flying Virus)
- 2003: Crossing Jordan – Pathologin mit Profil (Crossing Jordan, Fernsehserie, Folge 2x17)
- 2006: Big Bad Wolf
- 2007: Brutal Massacre
- 2009: Little Hercules
- 2009: Psych (Fernsehserie, Folge 4x08)
- 2011: The Mentalist (Fernsehserie, Folge 4x10)
- 2012: Major Crimes (Fernsehserie, Folge 1x07)
- 2013: Grey’s Anatomy (Fernsehserie, Folge 9x17)
- 2013–2015: Granite Flats (Fernsehserie, 23 Folgen)
- 2015: American Horror Story (Fernsehserie, Folge 5x03)
- 2017: Sharknado 5: Global Swarming (Fernsehfilm)
- 2017: The Hatred
- 2023: Waking Nightmare

## Diskografie

### Singles
- 1979: Makin’ It